# تی‌وی‌اواس
تی‌وی او اِس (به انگلیسی: TvOS) یک سیستم عامل توسعه یافته توسط شرکت اپل برای دستگاه پخش دیجیتال نسل چهارم و بعد از آن تلویزیون دیجیتال اپل است.